# Сірушо
Сірушо (вірм. Սիրուշո, справжнє ім'я Сірануш Арутюнян, вірм. Սիրանուշ Հարությունյան; нар. 7 січня 1987, Єреван) — вірменська співачка, авторка-виконавиця.

## Євробачення
Представляла Вірменію на пісенному конкурсі Євробачення 2008, який проходив у столиці Сербії — Белграді. Виступала з піснею «Qele Qele». За результатами глядацького голосування посіла четверте місце у фіналі конкурсу.

## Дискографія
- 1999 — Сирушо
- 2000 — Hayastan
- 2005 — Шерам
- 2007 — Хима
- 2008 — Qele, Qele
- 2010 — Havatum em
- 2011 — I like it
- 2012 — PreGomesh

Пісня «Mez Vochinch Chi Bazhani» (укр. Ніщо нас не розлучить) з альбому Хима (2007) присвячена трагічно загиблій вірменській співачці Вардуї Варданян.